# Kmehin
Kmehin (hebrejsky כְּמֵהִין, doslova „Lanýž“, v oficiálním přepisu do angličtiny Kemehin) je vesnice typu mošav v Izraeli, v Jižním distriktu, v Oblastní radě Ramat ha-Negev.

## Geografie
Leží v nadmořské výšce 223 metrů v centrální části pouště Negev. Jde o aridní oblast, ve které jsou jen drobné enklávy zemědělsky využívané půdy v bezprostředním okolí vesnice. Severně a východně od vesnice začíná zcela suchá oblast písečných dun Cholot Chaluca. Zdejší krajina má mírně zvlněný terén, který člení četná vádí. Na západním okraji obce je to vádí Nachal Nicana.
Obec se nachází 48 kilometrů od břehu Středozemního moře, cca 133 kilometrů jihojihozápadně od centra Tel Avivu, cca 123 kilometrů jihozápadně od historického jádra Jeruzalému a 50 kilometrů jihozápadně od města Beerševa. Kmehin obývají Židé, přičemž osídlení v tomto regionu je etnicky převážně židovské.
Kmehin je na dopravní síť napojen pomocí lokální silnice 211, která tu směřuje k hraničnímu přechodu Nicana.

## Dějiny
Kmehin byl založen v roce 1988. Je součástí bloku zemědělských sídel v regionu okolo osady Nicana, nedaleko izraelsko-egyptské hranice. Vesnice vznikla v létě roku 1988 z iniciativy čtyř skupin polovojenských jednotek Nachal. Roku 1992 se organizačně změnila na mošav ovdim (do té doby šlo o těsnější kombinaci mošavu a kolektivistického kibucu - takzvaný מושבוץ -„mošbuc“).
Místní ekonomika je založena na zemědělství (zejména pěstování květin a zeleniny - především rajčat, ve skleníkových komplexech). Mošav rozvíjí technologii využívání brakických podzemních vod pro zemědělské účely. Část obyvatel pracuje v sektoru služeb včetně turistického ruchu. V obci funguje knihovna, synagoga a společenské centrum. Další občanská vybavenost je v nedaleké vesnici Nicana. Jižně od vesnice se rozkládá rozsáhlý komplex věznice Keci'ot (קציעות) využívané izraelskou armádou.

## Demografie
Obyvatelstvo mošavu je sekulární. Podle údajů z roku 2014 tvořili naprostou většinu obyvatel v Kmehin Židé (včetně statistické kategorie "ostatní", která zahrnuje nearabské obyvatele židovského původu ale bez formální příslušnosti k židovskému náboženství).
Jde o menší obec vesnického typu s dlouhodobě stagnující populací. K 31. prosinci 2014 zde žilo 151 lidí. Během roku 2014 populace stoupla o 4,1 %.
| Rok            | 1995 | 2001 | 2003 | 2004 | 2005 | 2006 | 2007 | 2008 | 2009 | 2010 | 2011 | 2012 | 2013 | 2014 |
| -------------- | ---- | ---- | ---- | ---- | ---- | ---- | ---- | ---- | ---- | ---- | ---- | ---- | ---- | ---- |
| Počet obyvatel | 92   | 144  | 172  | 161  | 182  | 183  | 160  | 173  | 130  | 127  | 146  | 151  | 145  | 151  |